# Dalradian Supergroup
Die Dalradian Supergroup ist ein geologischer Schichtenverband, der während des Neoproterozoikums und des Paläozoikums in Schottland und im Norden und Nordwesten Irlands abgelagert wurde. Als Zeitspanne seiner Sedimentation wird gewöhnlich 806 bis 470 Millionen Jahre BP angegeben.

## Etymologie
Die Bezeichnung für die Dalradian Supergroup, manchmal vereinfachend auch nur als Dalradian bezeichnet, leitet sich ab vom einstigen, gälischen Kleinkönigreich Dál Riata in Nordirland und Westschottland, dessen Ausdehnung in etwa mit dem Verbreitungsgebiet der Supergroup identisch war.

## Verbreitungsgebiet
Die Dalradian Supergroup steht im Central-Highlands-Terran zwischen der Great Glen Fault im Nordwesten und der Fair Head-Clew Bay Line in Nordirland bzw. deren Verlängerung, der Highland Boundary Fault in Schottland an. Eine Ausnahme stellt das Vorkommen des Connemara-Terrans in Nordwestirland dar, das räumlich vom Hauptvorkommen abgetrennt ist und einen so genannten Outlier darstellt. Die Supergroup ist ebenfalls auf Shetland anzutreffen.

## Einführung
Das Aufbrechen des neoproterozoischen Superkontinents (anfangs Rodinia und im Ediacarium dann Pannotia) im Cryogenium führte zur Trennung Laurentias von Baltica und Amazonia und zur Entstehung des Iapetus-Ozeans entlang einem dreiarmigen Riftgraben, über dessen Tripelpunkt das Verbreitungsgebiet der Dalradian Supergroup zu liegen kam. Als Folge bildeten sich an der Ostseite Laurentias Sedimentfolgen eines passiven Kontinentalrandes während der von 750 Millionen Jahren BP bis ins frühe Ordovizium (470 Millionen Jahre BP) dauernden Krustendehnung.
Dieser Riftprozess wird auf den Britischen Inseln in zwei Sedimentfolgen dokumentiert – in der relativ geringmächtigen, kambroordovizischen Schelfabfolge in Nordwestschottland und in der bis zu 25.000 Meter mächtigen Dalradian Supergroup. Die Schelfabfolge findet sehr ähnliche Pendante im Nordwesten Neufundlands und im östlichen Grönland, die Dalradian Supergroup ähnelt ihrerseits der Fleur de Lys Supergroup in Neufundland und der Eleonore Bay Supergroup in Ostgrönland.
Die beiden Sedimentgürtel liegen jetzt in etwa parallel zueinander, wobei die Schelfabfolge westlich von der Dalradian Supergroup am Kontinentalrand von Laurentia sedimentiert wurde. Die Ablagerungen der Dalradian Supergroup repräsentieren den ozeanwärtigen Bereich des sich öffnenden Iapetus (Schelfrand und Kontinentalhang). Durch die später erfolgenden Krustenverkürzungen der Grampian Orogeny und der Kaledonischen Gebirgsbildung wurden die beiden Gürtel dann transpressiv näher aneinandergedrückt.

## Lithostratigraphie

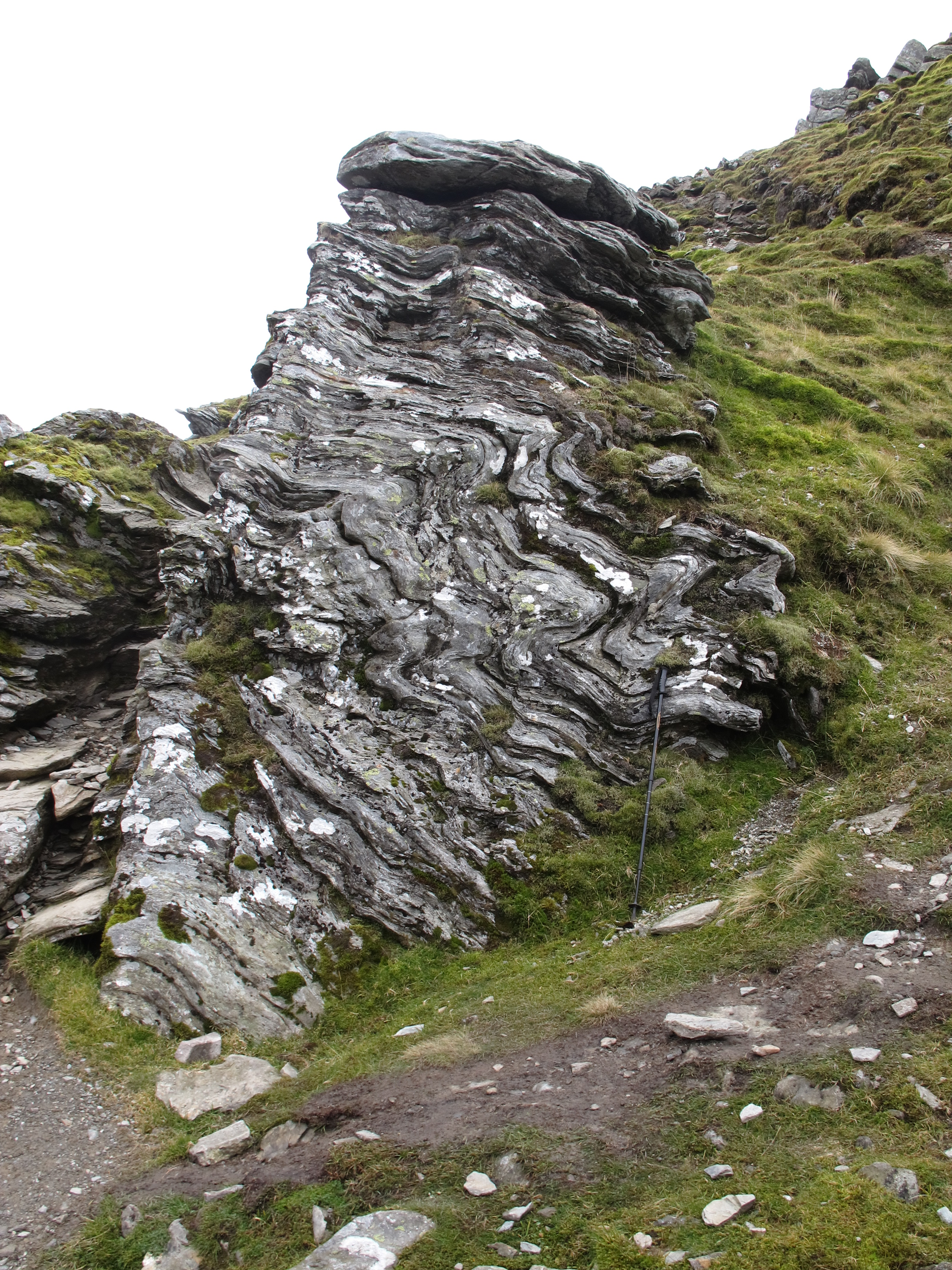
Phyllite der Ben-Ledi-Grit-Formation, Teil der Southern Highland Group, unterhalb des Gipfels von Ben Lomond

Die etwa 25.000 Meter mächtige Dalradian Supergroup wird lithostratigraphisch in vier Gruppen unterteilt (vom Hangenden zum Liegenden):
- Southern Highland Group
- Argyll Group
- Appin Group
- Grampian Group

Die Abfolge besteht vorwiegend aus marinen Sanden, Tonen, Kalken, glazigenen Geröllen und selteneren vulkanischen Einschaltungen.

### Grampian Group
Die basale Grampian Group wird aus folgenden Subgroups und Formationen aufgebaut (vom Hangenden zum Liegenden):
- Glen Spean Subgroup mit:
  - Brunachan Psammite – Küstensande und Tone
  - Beinn Iaruinn Quartzite – küstennahe Sande des Nearshore-Bereichs
  - Glen Fintaig Semipelite – Tone des Offshore-Bereichs
  - Glen Gloy Quartzite
  - Auchievarie Psammite
  - Tarff Banded Psammite
  - Allt Goibhre Semipelite – niedrigenergetische Schelftone
- Corrieyairick Subgroup mit:
  - Creag Meagaidh – proximaler Turbidit
  - Ardair Semipelite und Ardair Psammite – proximaler Turbidit
  - Loch Laggan Psammite – distaler Turbidit
  - Coire non Laogh Semipelite – Beckentone
- Ord Ban Subgroup bzw. Glenshirra Sungroup – flachmarine und fluvial Fazies

Die 7.000 bis 8.000 Meter mächtige Grampian Group hat ihr Hauptvorkommen in den Grampian Highlands in Schottland. Sie tritt auch auf Islay und in Westirland auf, fehlt jedoch auf Shetland. Die Metasedimente der Colonsay Group auf Islay und Colonsay gehören möglicherweise zur Grampian Group. Die Gruppe ist lithologisch relativ eintönig und besteht vorwiegend aus glimmerhaltigen Psammiten und Semipeliten. Trotz weit verbreiteter, duktiler Deformation und grünschiefer- bis amphibolitfazieller Metamorphose sind primäre Sedimentstrukturen wie beispielsweise Gradierung, Schrägschichtung, Ladungs- und Entwässerungsstrukturen, Erosionsstrukturen (Englisch scour structures), Tonfladenbrekzien, Internlagen und Rippelmarken nach wie vor zu erkennen.
Die nicht ganz 100 Meter mächtige Ord Ban Subgroup überlagert als seichte, marine Schelfabfolge Teile des Central Highland Migmatite Complex und der so genannten Basement Group, dem örtlichen, metamorphen Grundgebirge. Die Natur des Kontakts – Transgression mit Winkeldiskordanz oder konkordante Überlagerung – ist nach wie vor nicht zu entscheiden. Die darüber folgende Corrieyairick Subgroup ist turbiditischer Natur und wurde in sich eintiefenden Riftbecken abgesetzt. Bedeutende, interne Mächtigkeitsunterschiede legen synsedimentäre Verwerfungen nahe. Die abschließende Glen Spean Subgroup besteht aus Delta- und flachmarinen Gezeitensedimenten, die nach Südosten vorwanderten und das vormalige Turbiditbecken verfüllten. Die Grampian Group zeigt somit den Übergang von Rift- zu thermisch initiierter Subsidenz.

### Appin Group
Die Appin Group setzt sich aus folgenden Subgroups und Formationen zusammen (vom Hangenden zum Liegenden):
- Blair Atholl Subgroup
  - Islay Limestone
  - Mullach Dubh Phyllites
  - Lismore Limestone
  - Cuil Bay Slates
- Ballachulish Subgroup
  - Appin Phyllites
  - Appin Limestones
  - Appin Quartzite
  - Ballachulish Slates
  - Ballachulish Limestone
- Lochaber Subgroup
  - Leven Schists
  - Glencoe Quartzite
  - Binnein Schist
  - Binnein Quartzite
  - Eilde Schist
  - Eilde Quartzite

Die rund 4.000 Meter mächtigeAppin Group wird von Quarziten, Kalken, Semipeliten und Peliten dominiert, die auf einer stabilen Schelfplatform zur Ablagerung kamen. Sie folgt diachron über der Grampian Group, erkennbar an sich verzahnenden Aufschlussverhältnissen. Die Basislagen der Lochaber Subgroup leiten einen neuen Transgressionszyklus ein, nachdem die Glen Spean Subgroup der Grampian Group zum Hangenden zusehends verflachte. Die Ballachulish Subgroup und die Blair Atholl Subgroup werden überwiegend aus Karbonatfolgen des Offshore-Bereichs und anoxischen Tonfolgen aufgebaut. Die Abfolgen verweisen auf geringe Sedimentverfügbarkeit während sich das Becken weitete und thermisch subsidierte. Ähnlich wie die unterlagende Grampian Group wurde auch die Appin Group in nach Südosten rotierten Halbgräben sedimentiert, erkennbar an Fazies- und Mächtigkeitsänderungen.

### Argyll Group
Die Argyll Group gliedert sich wie folgt (vom Hangenden zum Liegenden):
- Tayvallich Subgroup
  - Tayvallich-Volcanic-Formation
  - Tayvallich Limestone
- Crinan Subgroup
  - Crinan Grits
- Easdale Subgroup
  - Craignish Phyllite
  - Easdale Slates
  - Scarba Conglomerate
- Islay Subgroup
  - Jura Quartzite
  - Bonahaven Dolomite
  - Port Askaig Tillite

Die Argyll Group besitzt eine Mächtigkeit von bis zu 9.000 Meter. Die Islay Subgroup setzt mit dem bis zu 750 Meter mächtigen Port Askaig Tillite ein, einer glazigenen Formation, die während der Sturtischen Eiszeit im Cryogenium zwischen 760 und 720 Millionen Jahren BP abgelagert wurde. Der Tillit enthält zahlreiche Gerölllagen (Diamiktite), die in der Great Breccia auf den Garvellach Islands spektakuläre, bis zu 320 Meter große Dolomitblöcke führen können! Granitische Gerölllagen dürften wahrscheinlich aus dem benachbarten Rhinns-Komplex stammen. Noch nicht geklärt ist der Ursprung des Tillits, der entweder von vorstoßenden Gletschermassen oder von kalbenden Eisbergen hinterlassen wurde.
Mit dem darüberliegenden Bonahaven Dolomite erfolgte eine relativ rasche Rückkehr zu warmen, ariden Klimabedingungen. Der Dolomit wurde im flachmarinen, intertidalen Bereich sedimentiert und enthält domförmige Stromatolithen. Nach der Sedimentation des Bonahaven Dolomites erfolgte eine marine Transgression, während derer die 5000 Meter mächtigen, tidalen Schelfsande des Jura Quartzite abgelagert wurden. Wie Paläo-Strömungsmarkierungen belegen wurden die Sande von einer küstenparallelen Strömung in Nord- bis Nordostrichtung verfrachtet. Diese Formation enthält ebenfalls exotische Gerölle (hämatitische Quarzite und Cherts), die wahrscheinlich aus archaischen oder proterozoischen Bändererzen des kaledonischen Vorlands hervorgegangen sind.
Die überlagernden Sedimente der Easdale Subgroup belegen eine rasche Krustendehnung und Subsidenz, die sich in der Anlage von verwerfungsumrahmten Tiefwasserbecken manifestierte. Sedimentiert wurden jetzt das Scarba Conglomerate und die Easdale Slates – submarine Fächerturbidite und Tiefwassertone. Die Tiefwasserbecken hatten sich mit dem Einsetzen der Craignish Phyliite wieder verfüllt, da diese Formation erneut Flachwasserbedingungen mit Gezeitensedimenten anzeigt. Jedoch bei Beginn der Crinan Grits der Crinan Subgroup kamen die Tiefwasserbedingungen wieder zurück, wahrscheinlich ausgelöst durch tektonische Bewegungen.
Der oberste Abschnitt der Argyll Group besteht aus der Tayvallich Subgroup, die überwiegend vulkanischen Ursprungs ist. Der basale Tayvallich Limestone ist turbiditischer Natur und wurde weiterhin in den tiefen Becken der Crinan Subgroup abgesetzt. Darüber folgt die Tayvallich-Volcanic-Formation, die aus basaltischen Kissenlaven, Hyaloklastiten, Tuffen mit zwischengeschalteten, turbiditischen Tiefwasserkalken und schwarzen Tonen aufgebaut wird. Die tholeiitischen Vulkanite erbrachten in einem Keratophyr ein Alter von 595 ± 4 Millionen Jahren BP. Der Vulkanismus setzte mit dünnen Tufflagen ein, worauf bis zu 3.000 Meter mächtige, basaltische Lagergänge und Gänge folgten, die in den noch nassen Sedimentstapel von der Basis her intrudierten.

### Southern Highland Group
Folgende Formationen können in der Southern Highland Group ausgewiesen werden (vom Hangenden zum Liegenden):
- Leny-Limestone-Formation
- Aberfoyle Slate
- Ben-Ledi-Grit-Formation
- Loch Avich Lavas bzw. Green Beds
- Loch Avich Grits bzw. Pitlochry Schist

Die bis zu 4.000 Meter mächtige Southern Highland Group wird durch die Sedimentation von Tiefwasserturbiditen gekennzeichnet. Abgelagert wurden Tone, Sande und Gerölllagen, die alle später stark verformt wurden. Insbesondere die feinkörnigen Sedimente sind intensiv verschiefert. Die Sande und Gerölle lassen Tiefseefächerfazies erkennen, deren individuelle Sedimentpakete (mit Strömungskanälen an der Basis) bis zu 15 Meter Mächtigkeit erreichen. Die Strömung verlief generell nach Südost, untergeordnet treten auch beckenparallele Strömungen in Nordost-Südwestrichtung auf. Auffallend ist die zunehmende Feldspatschüttung zum Hangenden der Gruppe. Wahrscheinlich war zu diesem Zeitpunkt im nordwestlichen Liefergebiet des Detritus bereits das metamorphe Grundgebirge erodiert worden und nicht mehr wie zuvor nur die Sedimenthülle. Zur gewöhnlichen Sedimentation tritt gelegentlich auch noch mafischer Vulkanismus hinzu, der Kissenlaven hinterließ (Loch Avich Lavas).
Ab Beginn des Kambriums und bis zum Unterordoviz befand sich die Southern Highland Group auf einem sedimentarmen, äußeren Kontinentalrand, auf dem sich langsam hemipelagische Tone und Trilobiten-führende Tiefwasserkarbonate (Leny-Limestone-Formation) ansammelten. In den MacDuff Slates in Nordostschottland finden sich unter Tiefwassersedimenten anhand von Diamiktiten und Dropstones sogar Hinweise für eine oberkambrisch-unterordovizische Vereisung.

## Neoproterozoische Vereisungen
In der Dalradian Supergroup sind mittlerweile folgende glazigene Horizonte bekannt:
- Gerölllagen von Insishowe (Donegal) – Loch na Cille (Südwestschottland) – Macduff (Nordostschottland) aus der Southern Highland Group[8]
- Stralinchy Conglomerate mit Cranford Limestone (Donegal) als Hutkarbonat aus der Easdale Subgroup
- Port Askaig Tillite an der Basis der Argyll Group

Der Port Askaig Tillite wird von Brasier und Shields (2000) mit der Ghubrah-Vereisung in Oman korreliert, die von Bowring u. a. (2007) inzwischen mit 713 Millionen Jahre BP datiert wurde. Für das Stralinchy Conglomerate gehen McCay u. a. (2006) von einer Korrelation mit einer 635 Millionen Jahre alten Abfolge der Marinoischen Vereisung in Namibia aus. Die Gerölllagen von Inishowe-Loch na Cille-MacDuff setzen Bowring u. a. (2007) mit der 582 Millionen Jahre alten Gaskiers-Eiszeit gleich.

## Zeitlicher Rahmen
Der mittlere und obere Abschnitt der Dalradian Supergroup wird durch Fossilfunde und radiometrische Isotopenalter eingegrenzt. Der untere Abschnitt mit der Grampian Group und der Appin Group ist trotz langjähriger Forschungsarbeiten nach wie vor sehr schlecht datierbar, als Minimalalter wird meist 750 Millionen Jahre BP angesetzt. Es wird vermutet, dass die Sedimente der Dalradian Supergroup über die Grundgebirgsfolgen der Dava Succession und der Glen Banchor Succession transgredierten, welche im Verlauf der Knoydartian Orogeny (840 bis 800 Millionen Jahre BP) gegen 806 Millionen Jahre BP verformt und metamorphosiert worden waren. Inwieweit die Supergroup selbst von diesem geodynamischen Ereignis betroffen wurde, lässt sich nicht entscheiden. Der Supergroup kann somit ein Maximalalter von 806 Millionen Jahren zugesprochen werden.
Der Port Askaig Tillite an der Basis der Argyll Group kann mit der Varanger-Eiszeit bzw. der Sturtischen Eiszeit korreliert werden, sein Alter wird somit auf das Intervall 750 bis 720 Millionen Jahre BP eingeschätzt (713 Millionen Jahre BP – siehe oben). Manche Bearbeiter korrelieren ihn jedoch auch mit der Marinoischen Eiszeit mit einem Alter von nur 630 bis 590 Millionen Jahren BP.
Die einzige sichere Altersangabe ist bisher das Alter der Tayvallich-Volcanic-Formation im Hangenden der Argyll Group, die mit 594 ± 4 Millionen Jahre BP ins Ediacarium datiert wurde. Felsische Tuffe erbrachten 601 Millionen Jahre BP und der assoziierte Ben-Vuirich-Granit ergab 590 Millionen Jahre BP. Für die Argyll Group ergibt sich somit insgesamt eine Sedimentationsdauer von 160 Millionen Jahren (von 750 bis 590 Millionen Jahren BP).
Das Hangende der Southern Highland Group stammt aus dem unteren Paläozoikum wie unterkambrische Trilobiten aus der Bonnia-Olenellus-Zone in der Leny-Limestone-Formation belegen und die mit 517 bis 509 Millionen Jahren BP datiert werden. In den noch jüngeren MacDuff Slates in Nordostschottland wurden sogar unterordovizische Acritarchen entdeckt, denen ein Alter von 490 bis 470 Millionen Jahren BP zugewiesen wird. Dieser Fund ist aber noch nicht allgemein anerkannt. Insgesamt dürfte die Sedimentation der Dalradian Supergroup somit spätestens gegen 470 Millionen Jahren BP beendet gewesen sein.
Dies ist der Zeitpunkt, an dem die Grampian Orogeny (470 bis 440 Millionen Jahre BP) auf die Sedimentfolge von Südosten übergriff, sie komplex und mehrphasig verfaltete und metamorphosierte. Der Südwesten Schottlands wurde hierbei weniger stark beansprucht (Grünschieferfazies), wohingegen im Nordosten Bedingungen von 0,9 bis 1,2 Gigapascal entsprechend einer Versenkungstiefe von 25 bis 35 Kilometern erreicht wurden (Amphibolitfazies).

### Chemostratigraphie
Geochemische Analysen der δ13CCarb-Werte in Kalkformationen der Dalradian Supergroup zeigen große Ähnlichkeiten mit anderen Profilen weltweit. Sie ermöglichen es daher, den chronologischen Verlauf der Supergroup näher einzugrenzen.
Innerhalb der Dalradian Supergroup treten vier deutliche, negative δ13C-Isotopenexkursionen auf. Die jüngste stammt aus dem zur Southern Highland Group gehörenden Girlsta Limestone. Diese sehr ausgeprägte Anomalie (- 11 ‰ V-PDB) kann mit der globalen Shuram-Wonoka-Anomalie korreliert werden, der ein Alter von 600 bis 551 Millionen Jahren zugewiesen wird. Die nächste, sehr deutliche Anomalie (- 13 ‰ V-PDB) liegt unterhalb des glazigenen Stralinchy Conglomerate der Easdale Subgroup und eine Korrelation mit der 635 Millionen Jahre alten Trezona-Anomalie erscheint angebracht. Die Islay-Anomalie (−7 ‰ V-PDB) liegt unterhalb des Port Askaig Tillite im Islay Limestone der Blair Atholl Subgroup und ist somit etwas älter als 713 Millionen Jahre BP. Die älteste, negative Isotopenexkursion findet sich im Ballachulish Limestone der Ballachulish Subgroup und dürfte mit der zirka 800 Millionen Jahre alten Bitter-Springs-Anomalie (−8 ‰ V-PDB) gleichzusetzen sein.